# Wojska Ochrony Pogranicza
Die Wojska Ochrony Pogranicza (WOP) war während der kommunistischen Herrschaft in Polen die militärisch organisierte Grenztruppe. Sie umfasste bis zu 20.000 Soldaten.
Als Gründungsakt dieser Truppe kann die Abriegelung der Oder-Neiße-Linie bis zum 10. Juni 1945 durch drei Infanterie-Divisionen der 2. Polnischen Armee angesehen werden. Bis zum November 1945 waren zur Bewachung der gesamten neuen polnischen Staatsgrenze elf Infanterie-Divisionen und ein Panzer-Korps aufgestellt. Die offizielle Gründung der WOP erfolgte am 13. September 1945.
Am 20. März 1948 wurde die WOP in Brigaden umorganisiert, die sich auf folgende Standorte verteilten: Stettin, Koszalin, Danzig, Kętrzyn (Offiziersschule), Białystok, Chełm, Przemyśl, Nowy Sącz, Gliwice, Kłodzko, Lubań und Krosno Odrzańskie.

Zur Sicherung der Seegrenze wurde in Gdańsk eine Brigade errichtet, der drei Divisionen in Gdańsk-Westerplatte, Kołobrzeg und Świnoujście unterstanden.
Der Anteil von Abkömmlingen aus dem Arbeiter- und Bauernstand an den Offizieren dieser Truppe wurde 1949 mit 78 % angegeben. Die Soldaten stammten überwiegend aus der Polnischen Volksarmee. 5 % der Truppenmitglieder waren damals Staatsangehörige der Sowjetunion bzw. ehemalige Offiziere der Roten Armee, so auch der erste Befehlshaber der WOP, Oberst Gwidon Czerwiński.
Während ihrer Existenz wechselte mehrfach die Zuständigkeit zwischen dem Verteidigungs- und dem Innenministerium, wobei die militärische Ausrichtung der Truppen stets erhalten blieb.
Anfang der 1980er Jahre wurden Einheiten und Material der WOP mit dazu eingesetzt, Proteste gegen das in Polen verhängte Kriegsrecht zu unterdrücken.
Am 16. Mai 1991 wurde die WOP in eine Polizeitruppe, die Straż Graniczna (SG) umgewandelt.